# Fool for the City
Fool for the City je páté studiové album anglické rockové skupiny Foghat, vydané v roce 1975. Bylo první platinové album skupiny Foghat. Jde o první album této kapely, které bylo oceněno platinovou deskou. Obsahuje celkem devět písní včetně hitu „Slow Ride“. Producentem alba byl Nick Jameson. Na obalu alba se nachází fotografie bubeníka Rogera Earla.

## Seznam skladeb
Strana 1
1. "Fool for the City" (Peverett) – 4:32 / 3:29
2. "My Babe" (Hatfield/Medley) – 4:36
3. "Slow Ride" (Peverett) – 8:13 (dlouhá verze)

Strana 2
1. "Terraplane Blues" (Robert Johnson) – 5:44
2. "Save Your Loving (For Me)"(Price/Peverett) – 3:31
3. "Drive Me Home" (Peverett) – 3:54
4. "Take It or Leave It" (Jameson/Peverett) – 4:59

## Obsazení
- Lonesome Dave Peverett – kytara & zpěv
- Rod „The Bottle“ Price – kytara & zpěv
- Roger Earl – bicí & perkuse
- Nick Jameson – producent, basová kytara, klávesy, kytara & zpěv